# Georg Schauf
Georg „Schorschi“ Schauf (* 18. Mai 1970) ist ein deutscher Kanute. Über die Kanuszene hinaus wurde der Extrem- und Expeditionskajaker durch die Befahrungen des Rheinfalls 1997 und 2003 bekannt, die ihm den Eintrag in das Guinness-Buch der Rekorde einbrachte. Der gebürtige Rheinhesse begann seine Laufbahn als Kanute im Alter von 15 Jahren, zunächst als Wanderpaddler auf dem Rhein und bald darauf bei ersten Wildwasserausflügen.
Im zivilen Leben absolvierte Schorschi eine Ausbildung zum Elektroniker, war aber viele Jahre als gesponserter Kanusportler sowie Betreiber einer Kajakschule und Anbieter von Outdoorreisen tätig. Heute vertreibt er Accessoires für Kanusportler und ist vor allem durch die von ihm entworfene Doppelbommelmütze bekannt.
Am 29. Dezember 2010 heiratete er Barbara Schauf.

## Kanu-Karriere
Mit 18 Jahren wurde Schorschi Schauf 1988 jüngstes Mitglied des Alpinen Kajak Clubs, mit 34 Jahren wurde er zum Präsidenten des AKC gewählt.
Von 1990 bis 2000 war er Mitglied der deutschen Nationalmannschaft im Kajak-Rodeo. Sein größter Erfolg war der Zweite Platz im OC1 (einsitziger offener Canadier) in der Vor-Weltmeisterschaft 1999 in Neuseeland. Im Jahr 2000 erreichte er bei den Deutschen Meisterschaften den 2. Platz im OC1 sowie den 3. Platz im K1 (einsitziges Kajak).
Schorschi Schauf wurde in Kanukreisen und teilweise darüber hinaus durch extreme Befahrungen bekannt. Am 12. Januar 1997 gelang ihm die Befahrung des Rheinfalls bei Schaffhausen auf der südlichen Route mit einer Fallhöhe von 23,7 m, was ihm den Eintrag in das Guinness-Buch der Rekorde sicherte. Im extrem trockenen Sommer 2003 wiederholte er gemeinsam mit Frank Preuss bei Niedrigstwasserstand die Befahrung, diesmal auf der nördlichen Route bei einer Fallhöhe von 24 m.
Er nahm auch bei Kajakexpeditionen auf besonders herausfordernden, teilweise noch unbefahrenen Flüssen weltweit teil. Darunter 2001 in Honduras, 2002 die Erstbefahrung der Deferegger Klamm in Osttirol, 2004 die Kaukasus-Expedition mit der Erstbefahrung des Msymta, und 2005 die Peru-Expedition mit der Erstbefahrung des „Heiligen Flusses“ Rio Vilcabamba. Schorschi wird von Red Bull gesponsert.